# Chapelle Saint-Sauveur d'Iraty
La chapelle Saint-Sauveur d'Iraty à Mendive, dans le Pays basque nord et le département français des Pyrénées-Atlantiques,  se trouve dans la partie la plus montagneuse de la commune. C'était une étape sur le Chemins de Compostelle, et un important pèlerinage y avait lieu chaque année pour la fête de l'Ascension.

## Présentation

### L'édifice
C'est une chapelle de fondation romane. Elle est mentionnée aux XIIe et XIIIe siècles sous le nom de Sanctus Salvador. Elle relevait de la commanderie de l'ordre de Saint-Jean de Jérusalem d'Apat Ospitalea, dépendant elle-même de celle d'Irissarry et du grand prieuré de Navarre. En 1727, elle subit une importante restauration, à l'initiative du curé de Béhorléguy, Jean Oxoby-Indart : élargissement de la nef vers l'ouest, contreforts au sud. 
La chapelle est constituée d'un vaisseau unique, en calcaire et grès, à deux niveaux, l'un semi-enterré sur lequel donne la porte sud, l'autre sous comble auquel on accède par la porte ouest. À l'est, l'abside semi-circulaire est couverte d'un toit à croupe en ardoise. Excepté sur le mur ouest, les ouvertures romanes, étroites, chanfreinées, à linteaux en plein cintre, subsistent. La porte ouest, en plein cintre, porte la date de restauration : 1727, et le nom INDART.
Un chemin de croix extérieur fait le tour de l'édifice : chaque station est représentée par un tronc de colonne galbée sur socle, supportant un dé de pierre portant l'inscription ESTACIONEA, le numéro de la station, et un lauburu. La dernière station est une croix à l'écart de l'édifice, ornée d'un décor sculpté : une crucifixion sur le côté droit, un soleil stylisé ou un ostensoir sur le côté gauche. Elle est datée 1805.

### Les légendes de Saint-Sauveur

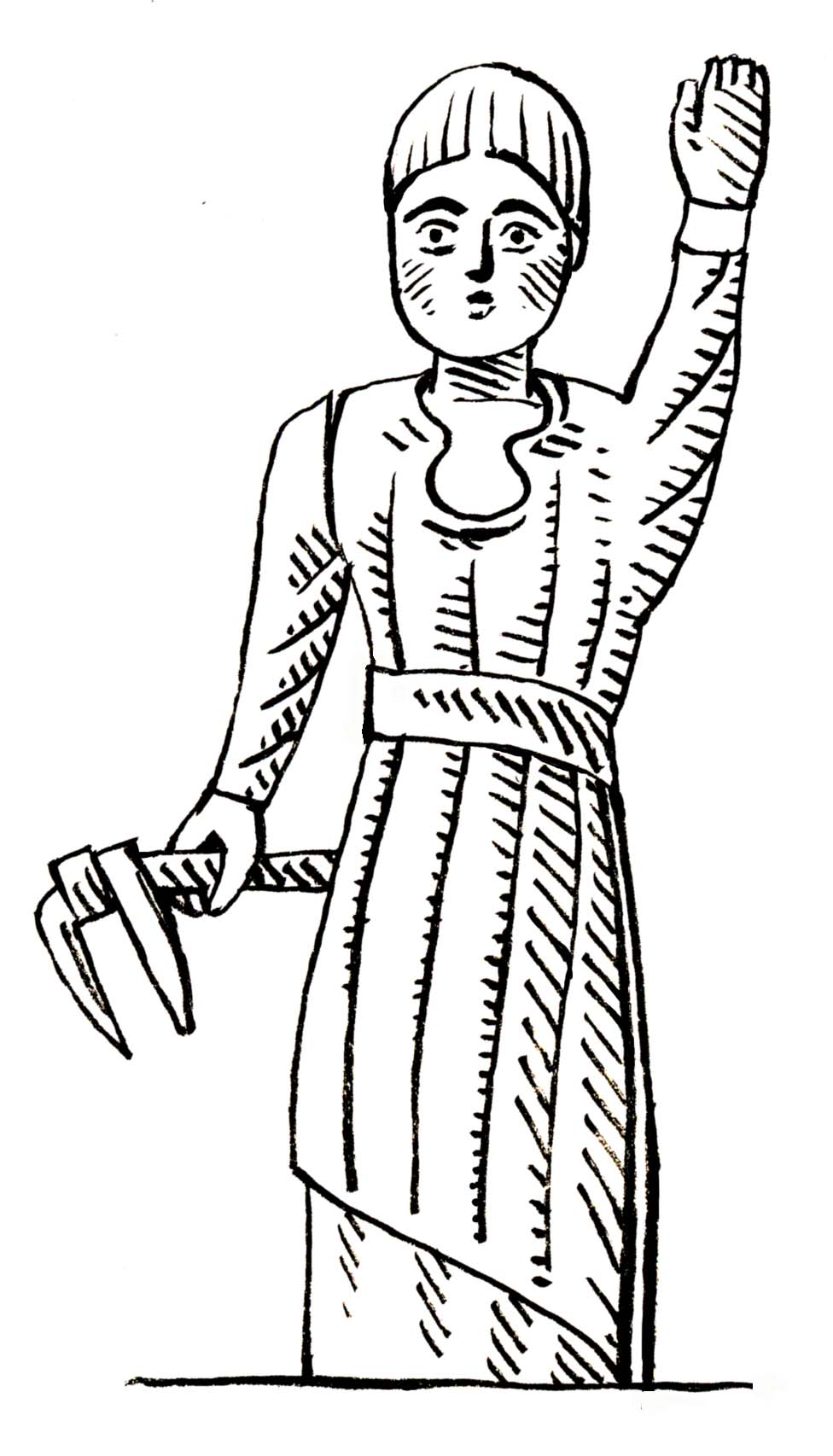
La statue de Xaindia à Saint-Sauveur d'Iraty

Xaindia. Près de l'édifice se trouve une petite construction carrée, sorte de niche qui abritait une statuette de bois polychrome très ancienne, représentant une jeune fille, un bras levé, l'autre tenant une houe. Il s'agit de Xaindia (Chaindia ou Chaindua, la sainte) héroïne d'une légende très vivace. Étant sortie dans la nuit pour chercher cet outil, elle fut emportée dans les airs par des esprits démoniaques. En survolant la chapelle, elle dit une prière et les esprits la déposèrent sur le sol.
L'intérieur de la chapelle abritait d'autres objets intimement liés à la légende.
Une statue représentant Saint Michel terrassant le dragon, élément fréquent en montagne. 

Un chandelier de fer et de cuivre noirci qui aurait été en or et aurait appartenu au Basajaun. Un berger audacieux réussit à s'en emparer, mais le Basajaun s'était lancé à ses trousses. Le berger n'eut la vie sauve qu'en entrant dans la chapelle, car le Basajaun, comme toutes les créatures mythiques, est arrêté par les édifices, les signes religieux, le son des cloches. Il existe autour de la chapelle Saint-Sauveur plusieurs récits mettant en scène des conflits entre bergers et êtres fantastiques. La légende ajoute que le chandelier d'or noircit d'un coup lorsque les Espagnols incendièrent la chapelle. Il est aussi impossible de le déplacer. Une fois, on essaya de le transporter à Mendive, mais on ne put pas lui faire franchir le col de Haritz Kurutche.